# Ricardo Bochini

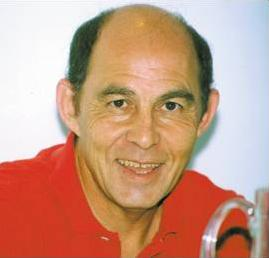
Bochini, 2008.

Ricardo Enrique Bochini (Zárate, 25 januari 1954) is een voormalig Argentijns voetballer en voetbaltrainer die bij voorkeur als aanvallende middenvelder speelde. Tussen 1972 en 1991 was hij actief voor Independiente. Bochini debuteerde in 1973 in het Argentijns voetbalelftal en kwam tot achtentwintig interlands. Bochini won met Independiente onder anderen vijfmaal de CONMEBOL Libertadores en tweemaal de wereldbeker voor clubteams.

## Clubcarrière
Bochini begon als jeugdspeler te spelen voor Belgrano de Zárate. In 1971 werd hij opgenomen in de jeugdopleiding van Independiente. Op 25 juni 1972 debuteerde de middenvelder in de Primera División. Uiteindelijk speelde Bochini meer dan zeshonderd competitiewedstrijden voor Independiente en daarin maakte hij bijna honderd doelpunten. Hij werd viermaal landskampioen met de club en won tien internationale prijzen.

## Interlandcarrière
Bochini werd in de jaren '70 een aantal keer opgeroepen door bondscoach César Menotti, maar voor het WK 1978 werd hij gepasseerd voor Norberto Alonso. Toen Carlos Bilardo Menotti opvolgde als bondscoach van het Argentijns voetbalelftal werd hij vaker opgeroepen. Ook onder Bilardo verloor hij zijn plek, dit keer aan een jongere generatie van onder meer Diego Maradona. Voor het WK 1986, dat de Argentijnen uiteindelijk wonnen, zat hij in de selectie. Bochini speelde op dit toernooi slechts de halve finale tegen België mee als invaller voor Jorge Burruchaga.

## Na zijn voetbalcarrière
- In 1991, drie maanden na zijn pensionering, werd Bochini samen met Carlos Fren aangesteld als trainer van Independiente. Het paar trainde alleen het Apertura-toernooi van 1991, waarin het elftal op de elfde positie eindigde.
- Op 27 februari 2007 besloot voetbalclub Sportivo Barracas Bochini een paar minuten te laten spelen in een officiële wedstrijd, zestien jaar na zijn pensionering, als een erkenning voor zijn succesvolle carrière.
- In november 2007 werd er in de stad Avellaneda een straat naar hem vernoemd.
- Bochini speelde voor het veteranenteam van Independiente in een officieel toernooi dat in 2009 werd georganiseerd door de Argentijnse voetbalbond.
- Bochini werkte tevens als voetbaladviseur en clubvertegenwoordiger voor Independiente.

## Clubstatistieken
| Seizoen | Club          | Competitie       | Competitie | Competitie | Internationaal | Internationaal | Totaal | Totaal |
| Seizoen | Club          | Competitie       | Wed.       | Dlp.       | Wed.           | Dlp.           | Wed.   | Dlp.   |
| ------- | ------------- | ---------------- | ---------- | ---------- | -------------- | -------------- | ------ | ------ |
| 1972    | Independiente | Primera División | 10         | 1          | 0              | 0              | 10     | 1      |
| 1973    | Independiente | Primera División | 21         | 4          | ?              | 1              | ?      | 5      |
| 1974    | Independiente | Primera División | 36         | 15         | ?              | 3              | ?      | 18     |
| 1975    | Independiente | Primera División | 35         | 10         | ?              | 1              | ?      | 11     |
| 1976    | Independiente | Primera División | 19         | 1          | ?              | 2              | ?      | 3      |
| 1977    | Independiente | Primera División | 57         | 8          | —              | —              | 57     | 8      |
| 1978    | Independiente | Primera División | 39         | 11         | ?              | 2              | ?      | 13     |
| 1979    | Independiente | Primera División | 28         | 5          | ?              | 0              | ?      | 5      |
| 1980    | Independiente | Primera División | 35         | 0          | —              | —              | 35     | 0      |
| 1981    | Independiente | Primera División | 48         | 5          | —              | —              | 48     | 5      |
| 1982    | Independiente | Primera División | 26         | 3          | —              | —              | 26     | 3      |
| 1983    | Independiente | Primera División | 54         | 4          | —              | —              | 54     | 4      |
| 1984    | Independiente | Primera División | 31         | 5          | ?              | 2              | ?      | 7      |
| 1985    | Independiente | Primera División | 9          | 1          | ?              | 0              | ?      | 2      |
| 1985/86 | Independiente | Primera División | 33         | 9          | —              | —              | 33     | 9      |
| 1986/87 | Independiente | Primera División | 44         | 9          | ?              | 0              | ?      | 9      |
| 1987/88 | Independiente | Primera División | 32         | 2          | ?              | 0              | ?      | 0      |
| 1988/89 | Independiente | Primera División | 33         | 2          | —              | —              | 33     | 2      |
| 1989/90 | Independiente | Primera División | 27         | 1          | ?              | 0              | ?      | 1      |
| 1990/91 | Independiente | Primera División | 17         | 0          | ?              | 0              | ?      | 0      |
| Totaal  | Totaal        | Totaal           | 634        | 97         | ?              | 11             | ?      | 108    |

## Erelijst
Independiente

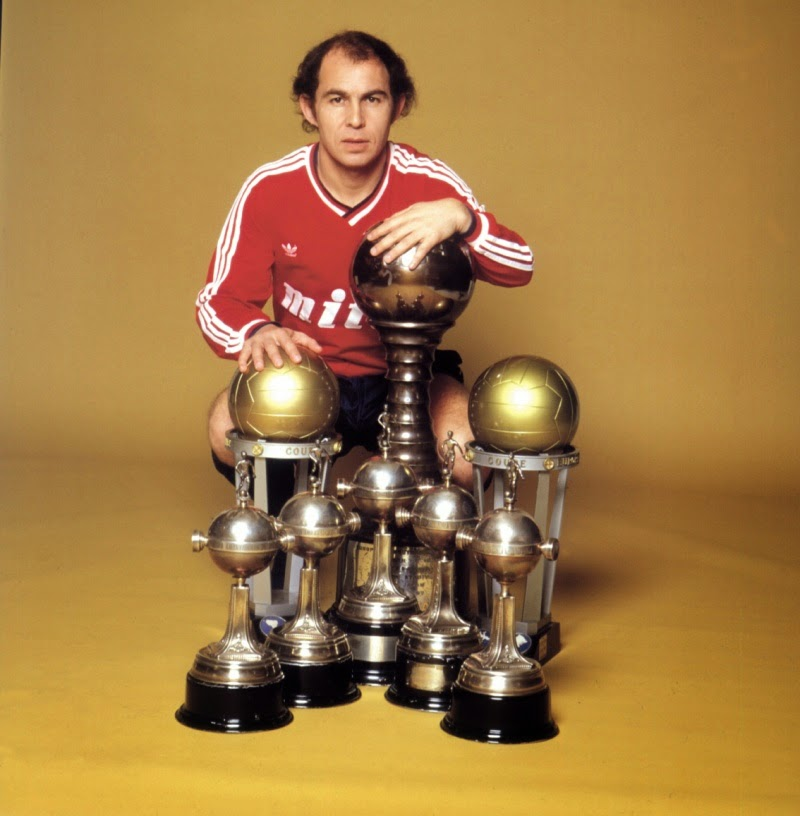
Bochini in 1989 als speler van Independiente, poserend met vijfmaal de CONMEBOL Libertadores-trofee en tweemaal de wereldbeker voor clubteams.

- Primera División: 1977, 1978, 1983, 1988/89
- CONMEBOL Libertadores: 1972, 1973, 1974, 1975, 1984
- Copa Interamericana: 1972, 1974, 1975
- Wereldbeker voor clubteams: 1973, 1984

 Argentinië
- FIFA WK: 1986

Individueel
- Argentijns Voetballer van het Jaar: 1983
- Zuid-Amerikaans Voetballer van het Jaar (brons): 1983
- Zuid-Amerikaans Team van het Jaar

1 Almirón ·
2 Batista ·
3 Bochini ·
4 Borghi ·
5 Brown ·
6 Passarella ·
7 Burruchaga ·
8 Clausen ·
9 Cuciuffo ·
10 Maradona  ·
11 Valdano ·
12 Enrique ·
13 Garré ·
14 Giusti ·
15 Islas ·
16 Olarticoechea ·
17 Pasculli ·
18 Pumpido ·
19 Ruggeri ·
20 Tapia ·
21 Trobbiani ·
22 Zelada ·
Coach: Bilardo